# Pontiac Vibe
Pontiac Vibe (укр. Понтіак Вайб) — хетчбек, що почав продаватися компанією Pontiac з 2002 року. Він був спільно розроблений компанією General Motors разом з Toyota, що виробляє механічно подібну Toyota Matrix. Головними конкурентами  цієї моделі є Mazda 3, Dodge Caliber та Chevrolet HHR.
З 2002 по 2004 рік перероблений праворульний варіант Vibe експортувався як Toyota Voltz на внутрішній ринок Японії. Toyota Voltz не була популярною в Японії і його продажі припинили після двох модельних років.

## Опис
Спочатку Pontiac Vibe мав 1.8-літровий 4-циліндровий двигун на 132 та 182 к.с. Після редизайну 2008 року, 1.8-літровий силовий агрегат залишився зі 132 к.с. Витрачає автомобіль з цим двигуном та МКПП 8.4 л/100 км у змішаному циклі. До сотні автомобіль розганяється за 10.0 с. Двигун демонструє продуктивну та злагоджену роботу. Але зіркою вважається 2.4-літровий 4-циліндровий двигун на 158 к.с. Він пропонує більше потужності та може досягати максимального крутного моменту на низьких швидкостях. Витрачає автомобіль з 2.4-літровим двигуном 9.8 л/100 км у змішаному циклі. Розгін до сотні відбувається за 9.5 с.

## Безпека
У 2010 році Pontiac Vibe тестувався Національною Академією Безпеки Дорожнього Руху США (NHTSA):
| Фронтальний удар водія | Фронтальний удар пасажира | Бічна сторона водія | Бічна сторона пасажира | Переворот |
| ---------------------- | ------------------------- | ------------------- | ---------------------- | --------- |
| 5 зірок                | 5 зірок                   | 5 зірок             | 4 зірки                | 4 зірки   |

## Огляд моделі

### Pontiac Vibe I (2002–2008)
- 1.8 L 1ZZ-FE (LV6) I4
- 1.8 L 2ZZ-GE (LNK) I4

### Pontiac Vibe II (2008–2009)
- 1.8 L 2ZR-FE I4
- 2.4 L 2AZ-FE I4

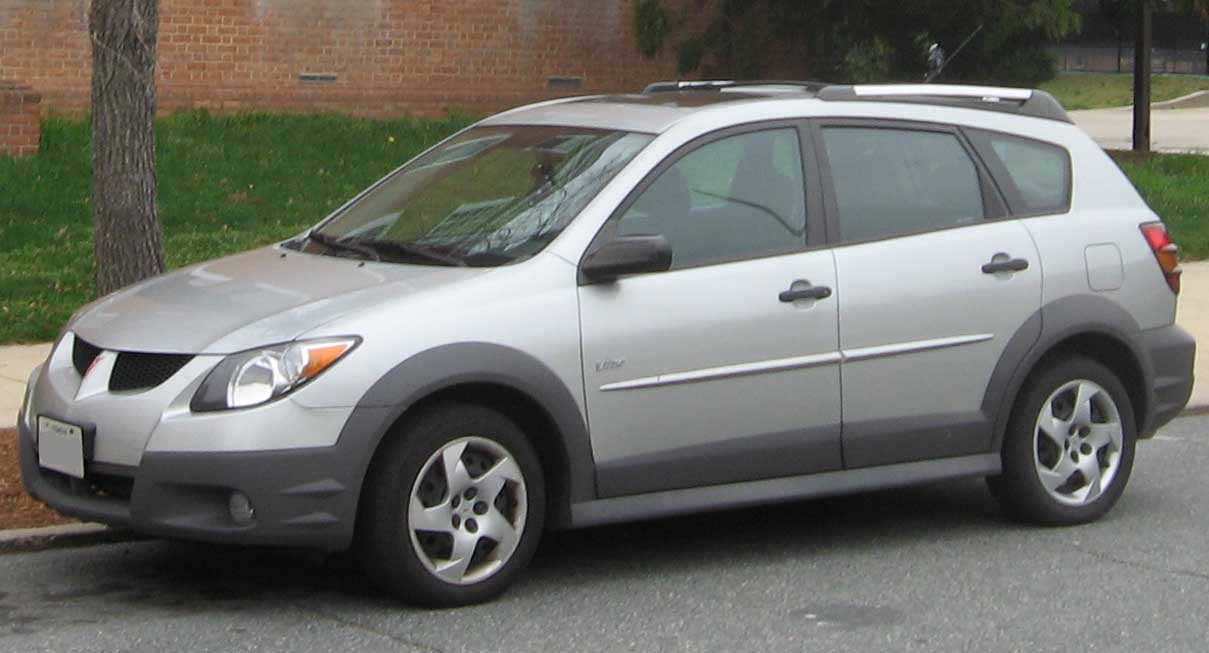
Pontiac Vibe I (2002–2008)
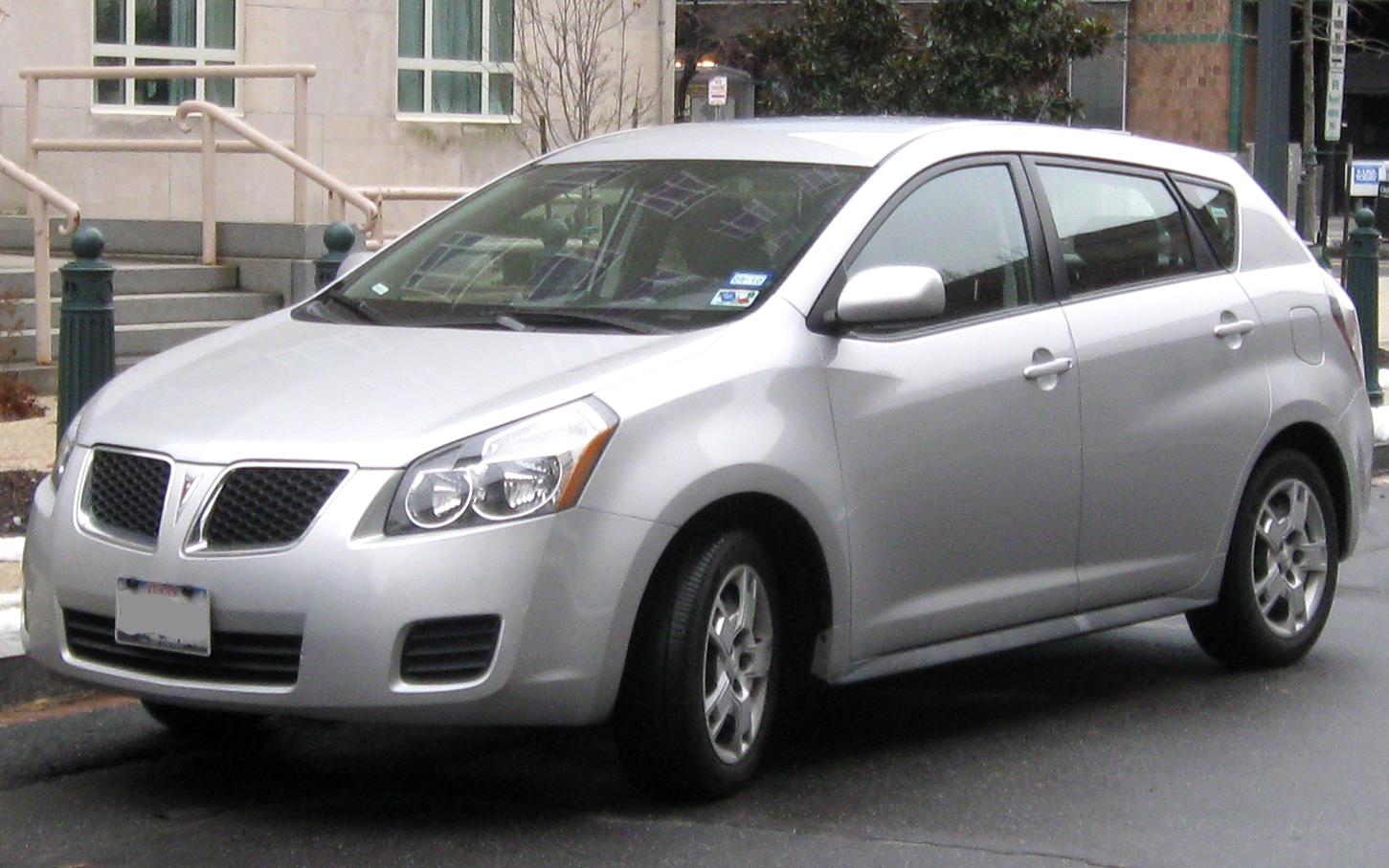
Pontiac Vibe II (2008–2009)

## Продажі
| рік  | США    | Канада |
| ---- | ------ | ------ |
| 2002 | 39.082 | N/A    |
| 2003 | 56,922 | N/A    |
| 2004 | 58,894 | 10,025 |
| 2005 | 64,271 | 11,363 |
| 2006 | 45,221 | 11,444 |
| 2007 | 37,170 | 12,915 |
| 2008 | 46,551 | 17,335 |
| 2009 | 33,842 | 11,537 |
| 2010 | 97     | 1,559  |